# Ulysses Kay
Ulysses Simpson Kay (* 7. Januar 1917 in Tucson/Arizona; † 20. Mai 1995 in Englewood/New Jersey) war ein US-amerikanischer Komponist afro-amerikanischer Herkunft.

## Leben
Kay lernte in seiner Schulzeit auf Anregung seines Onkels, des Jazz-Kornettisten Joe King Oliver, bei William A. Ferguson Klavier, außerdem auch Violine und Saxophon zu spielen. Während seiner Highschool-Zeit spielte er in einer Marching Band, sang in einem Glee Club und spielte Saxophon in Jazzbands. 
Bis 1938 studierte er an der Musikschule der University of Arizona Klavier bei Julia Rebeil und Musiktheorie bei John L. Lowell. Danach studierte er an der Eastman School of Music in Rochester Komposition bei Bernard Rogers und Howard Hanson und lernte die Sänger Irma Allen, Raymond Morris, Kenneth Spencer und William Warfield, die Komponisten Mark Fax und Thomas Kerr und den Jazzmusiker Jimmy Rushing kennen. 1941 traf er am Berkshire Music Center Paul Hindemith, bei dem er bis 1942 an der Yale University studierte.
Bis 1946 war Kay als Mitglied der US Navy in Quonset Point, Rhode Island, stationiert, wo er in der Navy Band Flöte, Saxophon und Piccoloflöte spielte. 1947 studierte er bei Otto Luening an der Columbia University, ab 1949 an der American Academy in Rom. Von 1953 bis 1968 war er Mitarbeiter der BMI. 1958 bereiste er als Mitglied der amerikanischen Delegation im Rahmen eines Kulturaustausches die Sowjetunion.
1965 erhielt Kay eine Gastprofessur an der Boston University, 1966–67 war er Gastprofessor an der University of California. 1968 ernannte ihn das Herbert H. Lehman College der City University of New York zum Distinguished Professor of Music; diese Position hatte er bis 1988 inne. 1979 wurde er in die American Academy of Arts and Letters gewählt.
Kay komponierte etwa 140 Werke, darunter fünf Opern, Orchesterwerke, Vokal- und Kammermusik, Klavier- und Orgelstücke, Lieder und Filmmusiken, wie beispielsweise für den oscarnominierten Dokumentarfilm Einer von den Stillen (The Quiet One). 

## Werke
- Danse Calinda, Ballett, 1941
- Four Pieces for Male Chorus, 1941
- Overture, 1944
- Suite for Orchestra, 1945
- Brief Elegy für Oboe und Streichorchester, 1946
- Four Inventions für Klavier, 1946
- A Short Overture, 1946
- Suite for Strings, 1947
- The Boor, Oper, 1955
- The Juggler of Our Lady, Oper, 1956
- String Quartet no. 2, 1956
- String Quartet no. 3, 1961
- Fantasy Variations für Orchester, 1963
- Umbrian Scene für Orchester, 1963
- Two Dunbar Lyrics für gemischten Chor, 1965
- Markings für Orchester, 1966
- The Birds für Frauenchor, 1966
- The Capitoline Venus, Oper, 1969
- Jubilee, Oper, 1974–76
- Frederick Douglass, Oper, 1979–85